# Lịch sử La Paz
La Paz được thành lập vào năm 1548 bởi những thực dân Tây Ban Nha tại nơi mà những thực dân Tây Ban Nha xâm chiếm đất của những người da đỏ Nam Mỹ, Laja. Tên đầy đủ của thành phố (lúc mới thành lập) nguyên văn là Nuestra Señora de La Paz (nghĩa là Mẹ của hòa bình). Sau nhiều năm, La Paz chuyển về vị trí hiện tại, tức là ở thung lũng Chuquiago Marka.
Năm 1549, Juan Gutierrez Paniagua ra lệnh thiết kế lại La Paz để nơi này biến thành một khu đô thị với những khu công cộng, quảng trường, tòa thị chính và một nhà thờ. La Plaza de los Españoles, ngày nay là Plaza Murillo, là nơi tọa lạc những tòa thị chính cũng như những thánh đường lớn của La Paz.
Trải qua những năm bị Tây Ban Nha xâm lược, cuối cùng, vào năm 1781, trong vòng tổng cộng là sáu tháng, một nhóm người Aymara đã bao vây La Paz, đánh đuổi quân Tây Ban Nha. Dưới sự lãnh đạo của Tupac Katari, họ đã phá hủy hầu hết các nhà thờ và những tòa thị chính. Ba mươi năm sau, những người da đỏ Nam Mỹ tiếp tục bao vây La Paz bởi Ekeko. Vào năm 1809, sự đòi quyền độc lập và tự chủ bởi những người bản địa tiếp tục bùng nổ. Họ đòi quân Tây Ban Nha phải rút khỏi La Paz và phá hết những luật lệ không công bằng. Đó là ngày 16 tháng 7 năm 1809, Pedro Domingo Murillo đã nói rằng: "Cuộc cách mạng của những người Bolivia đã thắp nên một ngọn đèn bùng cháy mà khó ai có thể tắt nó đi". Điều này đã khiến Cuộc khởi nghĩa Nam Mỹ bùng nổ. Cũng chính vào ngày hôm đó, Pedro Domingo Murillo đã bị treo cổ ở La Plaza de los Españoles, nhưng tên ông vẫn còn được nhớ mãi trong mỗi người dân Nam Mỹ.
Cuộc khởi nghĩa vẫn diễn ra cho đến năm 1825, sau sự chiến thắng của những nước cộng hòa đánh đuổi hết toàn bộ quân Tây Ban Nha, tên đầy đủ của thành phố được đổi lại thành La Paz de Ayacucho (nghĩa là Hòa bình của Ayacucho)
Năm 1898, La Paz được chính quyền đặt làm thủ đô, cùng với đó là Sucre, một thủ đô khác của Bolivia.

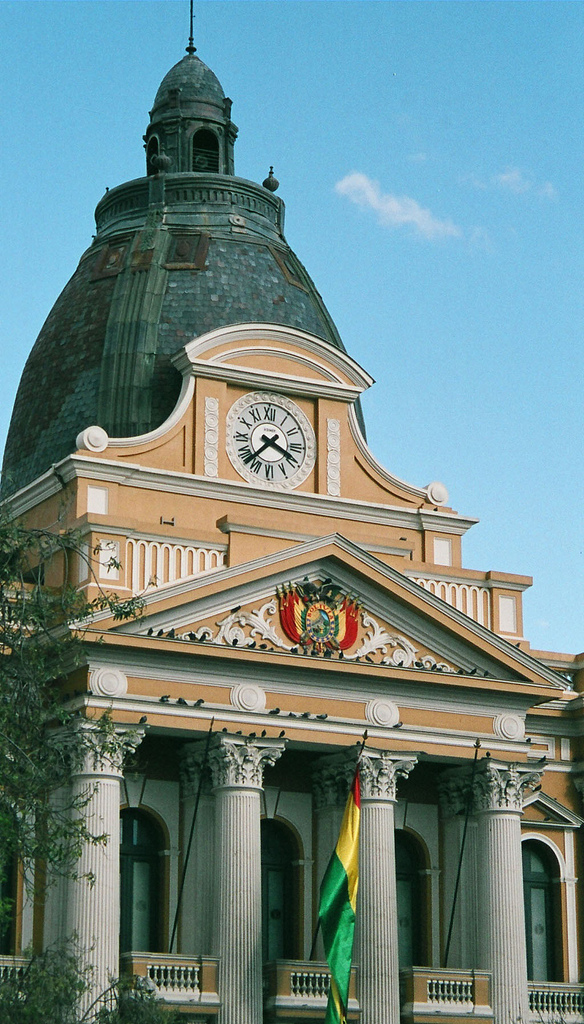
Tòa thị chính Bolivia ở ngoại ô La Paz

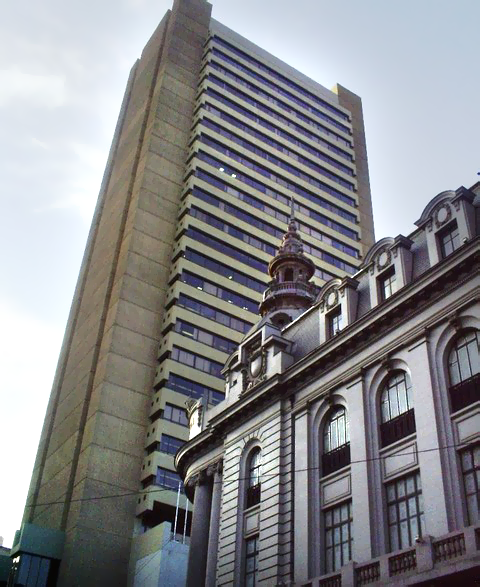
Banco Central de Bolivia (Ngân hàng Trung tâm Bolivia

## Những mốc thời gian của La Paz
| Năm           | Sự kiện |
| ------------- | --- |
| 1548          | La Paz được thành lập bởi những người Tây Ban Nha, nơi mà trước đó, vùng đất này là Choqueyapu, một ngôi làng của những người Aymara. Lúc đó, tên của nó là Nuestra Señora de La Paz (Nghĩa là Mẹ của hòa bình) được Alonso de Mendoza đặt tên. Nó được thành lập như là một trung tâm thương mại của những người Tây Ban Nha. Tại đây, những người Tây Ban Nha cướp bóc của thành phố những vật quý hiếm như vàng. Thành phố là nơi mà những người Tây Ban Nha sống lẫn lộn với những người bản địa. |
| 1549          | Vào tháng 11 của năm này, Juan Gutierrez đã thiết kế nơi đây thành một khu đô thị với những tòa thị chính, thánh đường, quảng trường... Trong đó, La Plaza de los Españoles được chọn làm nơi để xây dựng những tòa thị chính, nhà thờ lớn của thành phố. |
| Đầu năm 1800  | La Paz là thành phố lớn nhất của Thượng Peru (tên ban đầu của Bolivia) vào cuối thế kỉ 18. Đây là nơi tập trung dân cư cao và các khu nông-công nghiệp. Những khu đông dân cư như Altiplano là kết quả của sự tăng trưởng đó. Những tá điền và nhà doanh nghiệp lớn (hacendados) hầu hết đều sinh sống ở La Paz, khiến thành phố này càng trở nên nhộn nhịp. |
| Cuối năm 1800 | La Paz là thủ đô của Intendencia, nơi kinh tế phát triển và nhộn nhịp. Nơi đây là nơi có Kho bạc Hoàng Gia của Intendencia. Lúc bấy giờ, La Paz là thành phố lớn nhất của Intendencia. Thành phố là nơi sinh sống của các lãnh chúa và hacendados giàu nhất Intendencia. |
| 1809          | Bùng nổ cách mạng. Cuộc cách mạng do Pedro Murillo lãnh đạo và liên tiếp các cuộc khởi nghĩa khác của người da đỏ, người Aymara... |
| 1825          | Bolivia giành được độc lập, Simón Bolívar trở thành tổng thống đầu tiên của nước cộng hòa. Bolivia được chia thành năm khu vực hành chính: La Paz, Cochabamba, Potosí, Charkas và Santa Cruz de la Sierra. |
| 1840          | Bolivia tiếp tục tăng trưởng, La Paz trở thành thành phố lớn nhất Bolivia. Thành phố là vị thế dẫn đầu cho Bolivia. Nơi đây là nơi có những khu công nghiệp, nông nghiệp lớn nhất Bolivia. |
| 1879          | Chiến tranh Thái Bình Dương với Chile. Kết cục của cuộc chiến tranh là sự mất mát thổn thất lớn cho cả hai nước. |
| 1898          | La Paz trở thành thủ đô của Bolivia, là nơi các cơ quan chức năng đặt làm trụ sở. Nơi đây là nơi có tòa thị chính của Chính phủ Boliva. |
| 1921          | Công ty dầu đầu tiên ở Bolivia. Bolivia đã sản xuất dầu. Dầu là nhiên liệu rất quan trọng trong nhiều ngành của nước này. |
| 1952          | Cuộc khởi nghĩa quốc gia. |
| 1963          | Đội bóng đá Bolivia thắng Cúp Giải Bóng đá Nam Mỹ. |
| 1964          | Khởi nghĩa quân đội với sự giúp đỡ của Hoa Kỳ. |
| 2009          | Kỉ niệm 200 năm ngày giải phóng La Paz. |